# Đội tuyển Fed Cup Luxembourg
Đội tuyển Fed Cup Luxembourg đại diện Luxembourg ở giải đấu quần vợt Fed Cup và được quản lý bởi Liên đoàn Quần vợt Luxembourg. Đội hiện tại thi đấu ở Nhóm II khu vực Âu/Phi.

## Lịch sử
Luxembourg tham dự kì Fed Cup đầu tiên vào năm 1972. Thành tích tốt nhất của đội là vào đến vòng 16 đội các năm 1973 và 1979.

## Đội hình hiện tại (2017)
- Mandy Minella
- Eléonora Molinaro
- Claudine Schaul
- Tiffany Cornelius